# Janiszów (Annopol)
Janiszów ist ein Dorf im Powiat Kraśnicki der Woiwodschaft Lublin in Polen. Es hat 411 Einwohner und ist ein Schulzenamt  (polnisch sołectwo) der Stadt-und-Land-Gemeinde Annopol. Im Zweiten Weltkrieg wurde beim Ort ein Zwangsarbeitslager für Juden eingerichtet.

## Geographie

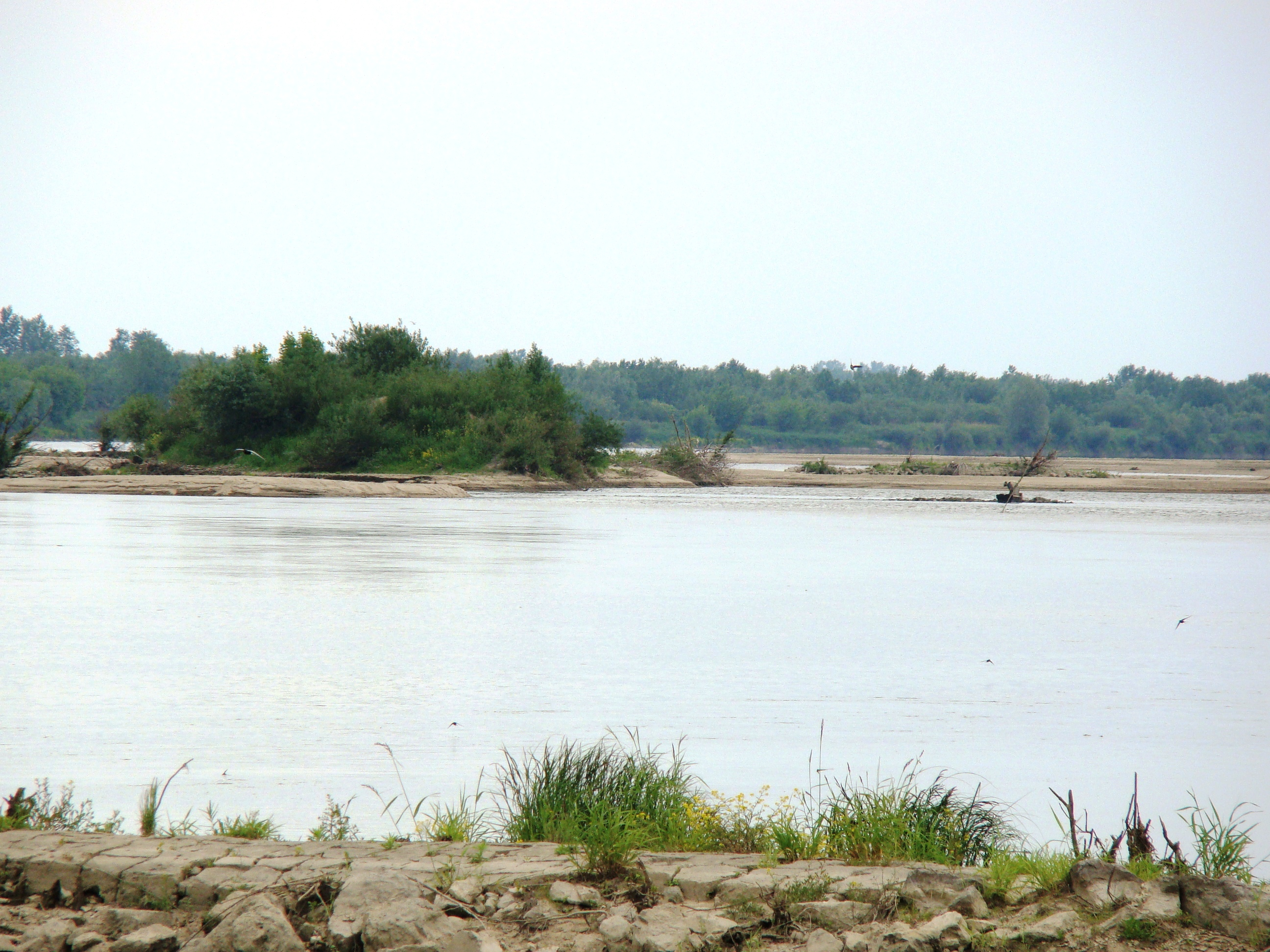
Ansicht der Weichsel

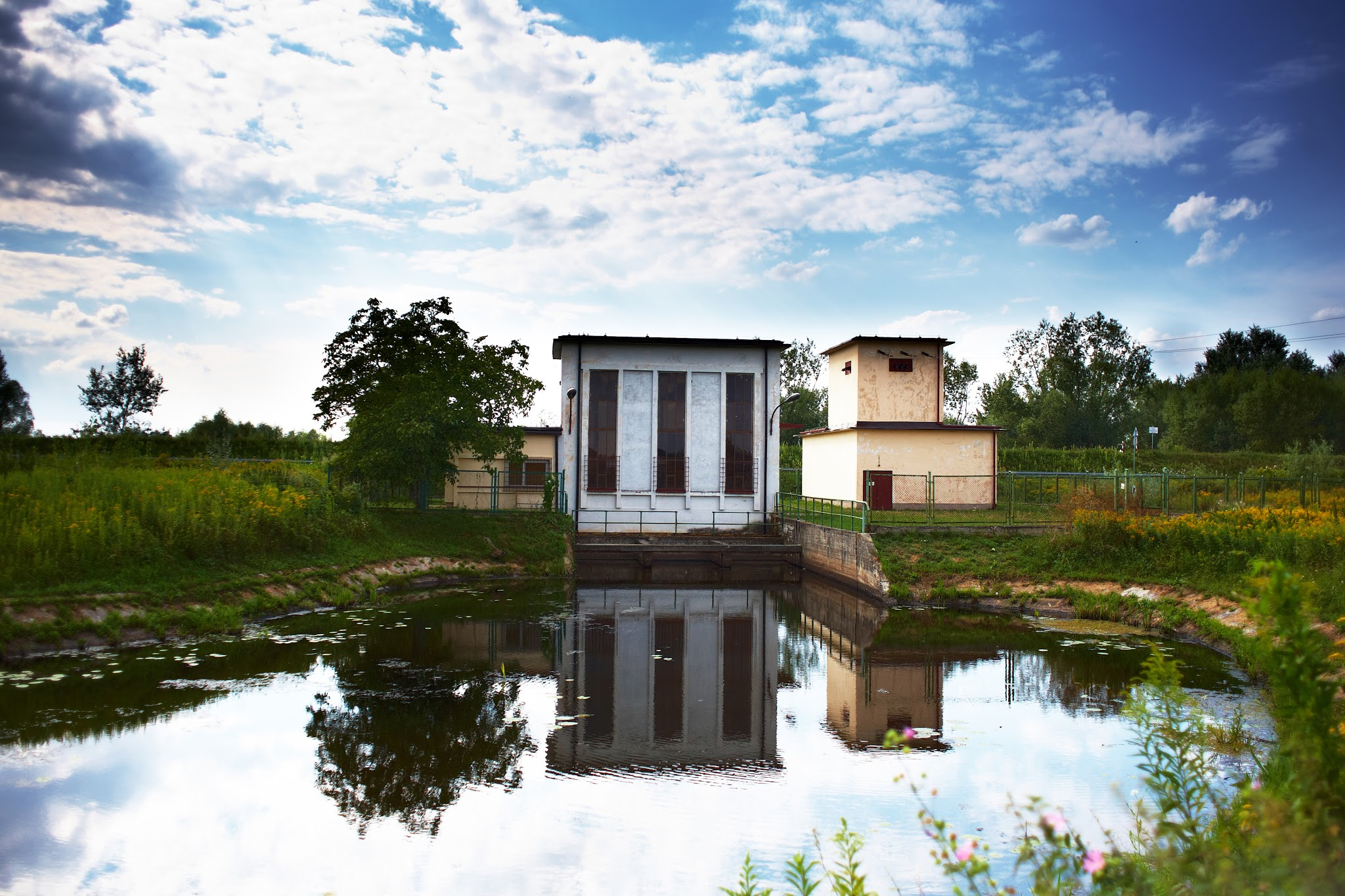
Pumpwerk bei Janiszów

Das Dorf besteht aus den Ortsteilen Doły, Nowa Wieś, Stara Wieś und Zamek. Der Ort liegt an der Weichsel, sieben Kilometer südlich der Stadt Annopol. Nachbardörfer in der Gemeinde Annopol sind Zabełcze im Nordwesten, Opoka Duża im Norden und Borów im Südosten. An der Südgrenze liegt Chwałowice in der Woiwodschaft Karpatenvorland. Jenseits des Flusses liegt die Stadt Zawichost in der Woiwodschaft Heiligkreuz. Das Dreiländereck der drei Woiwodschaften liegt 300 Meter südlich der Fähre. Sandomierz liegt 18 Kilometer südwestlich, die Kreisstadt Kraśnik 27 Kilometer und Lublin 70 Kilometer nordöstlich. Östlich des Dorfs verläuft die Sanna.
Das Ufergebiet vor dem Weichseldamm gehört zum Natur- und Vogelschutzgebiet Rezerwat przyrody Wisła pod Zawichostem, das sich über drei Woiwodschaften und 1242 Hektar erstreckt. Es bietet Lebensräume für Biber, Otter und Dachs. Zu den Vögeln gehören Schreiadler, Schwarzstörche, Schwarzspechte, Eisvögel und Wiedehopfe. Die Weichsel hat die Merkmale eines wilden Flusses bewahrt, der Verlauf des Bettes ändert sich von Jahr zu Jahr. Sandbänke und Inseln erscheinen und verschwinden. Der Wasserstand schwankt im Laufe des Jahres um etwa drei Meter. Es gibt Eschen- und Ulmenauwälder, Weiden, Pappeln und Korb-Weiden.

## Geschichte

### Verwaltungsgeschichte
Bei der Dritten Teilung Polens 1795 kam die Region zu Österreich. Ab 1815 gehörte sie zum russischen Gouvernement Lublin (russisch Люблинская губерния Ljublinskaja gubernija, polnisch Gubernia lubelska) in Kongresspolen. Der Nachbarort Chwałowice und das Vorwerk Popowice des Guts wurden 1815 die nördlichsten Orte des Kaisertums Österreich.
In russischer Zeit wurden Annopol 1869 nach dem Januaraufstand die Stadtrechte aberkannt. Die Landgemeinde Janiszów wurde 1874 aufgelöst und in die Landgemeinde Kosin überführt. Auch der Sitz wechselte in das Nachbardorf. Sie gehörte zum Powiat Janowski der Woiwodschaft Lublin alten Zuschnitts. Die Gemeinde kam 1945 zum Powiat Kraśnicki und wurde 1954 in Gromadas aufgelöst. Die Landgemeinde Annopol wurde zum 1. Januar 1973 aus Gromadas der ehemaligen Gemeinden Annopol und Kosin neu errichtet. Von 1975 bis 1998 gehörte die Gemeinde zur Woiwodschaft Tarnobrzeg. Der Powiat war in dieser Zeit aufgelöst. Die Landgemeinde kam 1999 an den Powiat Kraśnicki der Woiwodschaft Lublin aktuellen Zuschnitts. Mit der Verordnung des Ministerrats vom 19. Dezember 1995 erhielt der Hauptort zum 1. Januar 1996 wieder Stadtrechte und die Gemeinde den Status einer Stadt-und-Land-Gemeinde.
Im Jahr 1998 hatte Janiszów 654 Einwohner. Ihre Zahl sank 2011 auf 492 und 2021 auf 411. Schulzin des Schulzenamts ist Ewa Adamczyk.

### Polnische Aufstände
Die Region war 1794 beim Kościuszko-Aufstand umkämpft. Nach dem Novemberaufstand von 1830 kam es erneut zu Kämpfen aufständischer Einheiten. Nach Kämpfen bei Borów und Kosin am 15. und 16. September 1831 überquerte das polnische Korps von Girolamo Ramorino die österreichische Grenze und legte die Waffen nieder. Im September 1863 übernahmen die Aufständischen kurzzeitig die Stadt Annopol.

### Weltkriege
Während des Ersten Weltkriegs war das Gebiet mehrmals Schauplatz von Gefechten der kriegführenden Länder. Die österreichisch-russische Grenze wurde beiderseits verteidigt.
Nach dem Überfall auf Polen kamen im September 1939 viele jüdische Flüchtlinge nach Annopol. Die Deutschen errichteten zwei Arbeitslager im nahen Rachów und in Janiszów. Im Frühjahr 1940 wurde in Annopol ein Ghetto eingerichtet. Im Mai 1942 lebten dort fast 2000 Menschen. Eine Gruppe von Männern, die aus Annopol geflohen waren, versteckte sich in den Wäldern und beteiligte sich Anfang 1943 an einer Aktion zur Befreiung der Juden aus dem Arbeitslager Janiszów. Bei der Auflösung des Ghettos wurden im Oktober 1943 etwa 400 Menschen in Arbeitslager in Gościeradów und Janiszów geschickt. Das größte Arbeitslager war Budzyń, heute ein Stadtteil von Kraśnik. Die kleineren Arbeitslager für Juden waren Janiszów (ca. 900 Personen), Rachów (ca. 500–600 Personen), Gościeradów (ca. 200 Personen) und Łysaków (ca. 500 Personen). Am 6. November 1942 überfielen jüdische Partisanen das Lager Janiszów. Sie befreiten 600 Juden und töteten den Lagerkommandanten Peter Ignor, einen vielfachen Mörder. Partisanen der Gwardia Ludowa (GL) ermordeten 60 Juden, die in die Wälder geflohen waren.
Die Zwangsarbeiter von Janiszów mussten dort Dämme an der Weichsel errichten. Die Künstlerin Esther Nisenthal Krinitz hat das dort Gesehene in einer Stickarbeit aufgearbeitet.
Beim Massaker von Borów wurde die Gegend um das Nachbardorf Borów am 2. Februar 1944 zerstört und über 900 Einwohner ermordet. An der Weichsel verlief von Juli 1944 bis Januar 1945 die Front zwischen der deutschen Wehrmacht und der Roten Armee. In Borów befinden sich eine Kriegsgräberstätte aus dem Ersten Weltkrieg, Gräber von GL-Partisanen aus dem Jahr 1943 und eine Gedenkstätte für die Opfer von 1944.

## Infrastruktur und Verkehr
Die öffentliche Grundschule im Ort hatte 2023 41 Schüler in sieben Klassen und zehn Lehrer. Janiszów hat eine freiwillige Feuerwehr.
Die Woiwodschaftsstraße DW755 führt von Ostrowiec Świętokrzyski über die Städte Ożarów und Zawichost nach Kosin. Die Weichsel wird durch eine Fähre überquert. Kreisstadt Łowicz. Die Woiwodschaftsstraße DW854 führt von Kosin zur Landesstraße DK74 bei Annopol.
Die Bahnstrecke Lublin Główny–Przeworsk (PKP 68) mit Bahnstationen in Zaklików und Rzeczyca verläuft etwa zwölf Kilometer östlich.
Die nächsten internationalen Flughäfen sind Rzeszów-Jasionka und Lublin-Świdnik.